# العلاقات الجنوب سودانية الهايتية
العلاقات الجنوب سودانية الهايتية هي العلاقات الثنائية التي تجمع بين جنوب السودان وهايتي.

## مقارنة بين البلدين
هذه مقارنة عامة ومرجعية للدولتين:
| وجه المقارنة                                              | جنوب السودان                  | هايتي                                |
| --------------------------------------------------------- | ----------------------------- | ------------------------------------ |
| المساحة (كم2)                                             | 619.75 ألف                    | 27.75 ألف                            |
| عدد السكان (نسمة)                                         | 12.58 مليون                   | 10.98 مليون                          |
| الكثافة السكانية (ن./كم²)                                 | 20.3                          | 395.68                               |
| العاصمة                                                   | جوبا                          | بورت أو برانس                        |
| اللغة الرسمية                                             | لغة إنجليزية                  | لغة فرنسية، اللغة الكريولية الهايتية |
| العملة                                                    | جنيه جنوب سوداني، جنيه سوداني | جوردة هايتية                         |
| الناتج المحلي الإجمالي (بليون دولار)                      | 2.90 مليار                    | 8.41 مليار                           |
| الناتج المحلي الإجمالي (تعادل القوة الشرائية) بليون دولار | 22.88 مليار                   | 18.82 مليار                          |
| الناتج المحلي الإجمالي الاسمي للفرد دولار أمريكي          | 73                            | 818                                  |
| الناتج المحلي الإجمالي للفرد دولار أمريكي                 | 2.02 ألف                      | 1.73 ألف                             |
| مؤشر التنمية البشرية                                      | 0.467                         | 0.483                                |
| رمز المكالمات الدولي                                      | +211                          | +509                                 |
| رمز الإنترنت                                              | .ss                           | .ht                                  |
| المنطقة الزمنية                                           | ت ع م+03:00                   | 00                                   |

## منظمات دولية مشتركة
يشترك البلدان في عضوية مجموعة من المنظمات الدولية، منها:
| علم المنظمة | اسم المنظمة                               | تاريخ انضمام جنوب السودان | تاريخ انضمام هايتي |
| ----------- | ----------------------------------------- | ------------------------- | ------------------ |
|             | مؤسسة التنمية الدولية                     | 18 أبريل 2012             | 13 يونيو 1961      |
|             | يونسكو                                    | 27 أكتوبر 2011            | 18 نوفمبر 1946     |
|             | وكالة ضمان الاستثمار متعدد الأطراف        | 18 أبريل 2012             | 11 ديسمبر 1996     |
|             | الأمم المتحدة                             | 14 يوليو 2011             | 24 أكتوبر 1945     |
|             | الاتحاد البريدي العالمي                   | ?                         | ?                  |
|             | البنك الدولي للإنشاء والتعمير             | 18 أبريل 2012             | 8 سبتمبر 1953      |
|             | الاتحاد الدولي للاتصالات                  | 3 أكتوبر 2011             | 10 أكتوبر 1927     |
|             | مؤسسة التمويل الدولية                     | 18 أبريل 2012             | 20 يوليو 1956      |
|             | المركز الدولي لتسوية المنازعات الاستشارية | 18 مايو 2012              | 26 نوفمبر 2009     |
|             | منظمة الشرطة الجنائية الدولية             | ?                         | ?                  |

## وصلات خارجية
- موقع وزارة الخارجية الجنوب سودانية
- موقع وزارة الخارجية الهايتية